# Marko Ranilović
Marko Ranilović, slovenski nogometaš, * 25. november 1986, Maribor, Slovenija.